# 阿列克謝·納瓦爾尼
阿列克谢·阿纳托利耶维奇·纳瓦利内（羅馬化：Aleksey Anatolyevich Navalny，發音：[ɐlʲɪkˈsʲej ɐnɐˈtolʲjɪvʲɪtɕ nɐˈvalʲnɨj]；1976年6月4日—2024年2月16日），俄罗斯律師、政治人物。其自2009年其即積極投身反對總統普京的俄羅斯政治異見運動，經常揭露俄羅斯政府內部貪腐並使用網誌組織大规模遊行。2020年，在西伯利亞遭人以神經毒劑諾維喬克下毒，轉送德國治療，于2021年2月返俄後被捕，並被送至西伯利亞北極狼勞改營囚禁。2021年10月，他在獄中獲得歐洲議會的歐盟最高人權獎——萨哈罗夫奖。2024年2月16日，其於服刑期間瘐逝獄中，终年47歲。

## 生平

### 早年生活
阿列克謝·納瓦爾尼出生於蘇俄莫斯科州奧金佐沃區布廷，擁有俄羅斯和烏克蘭血統。他在莫斯科西南約100公里的奥布宁斯克度過了他的童年。
1998年，阿列克謝·納瓦爾尼從俄罗斯人民友谊大学畢業，取得法学學位。隨後，他在俄罗斯联邦政府财政金融大学学习证券与交易。

### 投身政坛
2000年，納瓦尼加入俄罗斯统一民主党“亚博卢”。两年后当选为该党莫斯科地区委员会成员。2006年，他已在党内担任莫斯科地区委员会代理副主任。在同年保卫议会自由的俄罗斯大游行中，他因支持游行而被党内视为支持民族主义，是“法西斯、纳粹式”支持者。2007年他被开除出党。
此后，纳瓦利内继续从事律师及金融活动家职业。同时他通过博客表达政治观点，并为《福布斯俄罗斯》、《莫斯科时报》等媒体撰文。2008年，他在博客中揭露俄罗斯石油公司及其他国有油气公司的腐败问题。此后5年间，他的反腐败调查触及了俄罗斯基础建设等方面。转型中的俄罗斯在叶利钦时期开展私有化，培养出一批寡头，普京时期重新推行国有化，政府部门尤其是能源部门的高官直接参与国有化，逐渐成了国有化的既得利益者。纳瓦利内反腐败主要就是针对这些人。2010年底，因为反腐败而出名的纳瓦利内在一次网络虚拟投票中“当选”为莫斯科市市长，但是那次在网上投票给他的仅有约3万人。
2011年俄罗斯国家杜马选举期间，纳瓦利内在接受电台访问时称总统普京所在的统一俄罗斯党是“騙子與小偷黨”，事后纳瓦利内称这是个口误。选举结束后，反对派指责普京所在的统一俄罗斯党涉嫌在计票中舞弊。以纳瓦利内为首的反对者上街抗议，起初仅数千人，但迅速扩展到数万人，并从莫斯科扩展到俄罗斯各主要城市。抗议舞弊很快变成了抗议普京。此前，普京已宣布将参加2012年俄罗斯总统选举。这是俄罗斯首次掀起反普京高潮。因组织抗议游行，纳瓦利内先后在2011年12月以及2012年6月被短暂逮捕。
2012年10月，出狱不久的纳瓦利内与数十位抗议者领袖正式成立“俄罗斯反对派协调委员会”。投票选举出的委员会成员中，既包括纳瓦利内、俄罗斯国家杜马议员德米特里·古德科夫等公民活动家，也包括部分左派、自由派、民主主义者。纳瓦利内在45位委员会成员中得票最多，成为领导。
2012年12月，纳瓦利内又成立了反对党人民联盟。从一开始，纳瓦利内便知道该党获得合法性的可能性不大。此前“梅德韦杰夫政治改革”规定仅需500人便可注册新政党，而非以前所需的4万人，但注册成立新政党的程序仍冗长复杂。
在成立人民联盟时，纳瓦利内便已计划在未来竞选俄罗斯总统。因《俄罗斯联邦宪法》规定，总统候选人不得来自任何政党，所以纳瓦利内自称是人民联盟的非正式领导人，而非该“党”成员。2013年4月，人民联盟向俄罗斯联邦司法部申请注册，但经一个月审批，未获批准。700余名“党员”已超过注册所需的500人名额，但人民联盟未能满足在全国82个选区需至少建立44个代表处的指标。

### 指控与参选
2012年7月30日，阿列克謝·納瓦尼被指在一宗木材交易中詐騙國營公司，竊取至少1,600萬盧布（近50萬美元），他否認指控。2013年7月18日，俄罗斯基洛夫市列宁斯基法院判決，纳瓦利内侵吞基洛夫木材公司财产罪名成立，判处5年监禁。法官认定，纳瓦利内在2009年任基洛夫州州长顾问期间，与基洛夫木材公司总经理合伙侵吞木材1万立方米，价值超过1,600万卢布。对纳瓦利内的指控理由是，他涉嫌在2009年向木材厂施压，使木材厂以不合理的低价出售木材。法庭最后的指控是，纳瓦利内个人并未从中谋利，只是作为中间人“欺诈”木材厂，迫使其接受低价。纳瓦利内则称那属于正常的商业交易。
2013年7月18日晚，判决结果出来后，成群示威者聚集在莫斯科驯马场广场附近声援纳瓦利内。歐美國家對判決表示失望，認為判決有政治動機。英國指摘俄羅斯「選擇性施法」，前苏联共产党总书记戈爾巴喬夫指俄羅斯當局利用司法打壓政治對手，無法接受。
在判决前，2013年7月17日，纳瓦利内註冊成為莫斯科市长選舉的候選人。判决出台不足24小時後，检察官主動提出纳瓦利内已獲接納為莫斯科市長選舉候選人，指若他繼續被拘押，將不能參與選舉，因此向法院申請釋放他，法院對他作出有條件釋放，其律師形容裁決史無前例。对其获释的缘由，外界有各种猜想。
2013年9月8日，莫斯科市长选举结果公布，納瓦尼败于现任市长索比亚宁，納瓦尼指责普京的亲信索比亚宁凭借選舉舞弊以胜出；随后至少有1万名纳瓦利内的的支持者于2013年9月9日响应号召集会抗议莫斯科市长选举存在舞弊。

### 政治活动
2017年12月25日，俄罗斯中央选举委员会表决禁止纳瓦利内参加2018年3月的总统选举，理由是他因刑事犯罪指控而被判刑。
2018年1月，纳瓦利内因呼吁人们抵制俄罗斯总统选举而被逮捕。释放后于同年5月5日再因抗议普京第四次担任俄罗斯总统而被拘留，第二天释放。同年8月26日，因组织抗议普京的养老金改革计划再度被拘留，YouTube也迫于压力删除纳瓦利内的广告。
2019年9月初，莫斯科将举行市杜馬选举，但反对派參選人士纷纷遭选举委员会以各种技术性理由剥夺参选资格，引发选民不满。7月24日，納瓦爾尼號召莫斯科市民参加7月27日争取自由公平选举遊行，但俄羅斯当局以遊行未批准為由將納瓦爾尼及另外5名知名反對派人士行政拘留30天。7月27日集会照常進行後，有近1,400人示威者被逮捕。同時納瓦爾尼在監獄服刑期間出現中毒症狀，但另外5名反對派人士和納瓦爾尼共享一间牢房和食物，卻一切正常。隨後納瓦爾尼被送往医院。納瓦爾尼私人醫生表示，納瓦爾尼是因一种“未知的化学制剂”導致中毒。在私人醫生的反對下，7月29日下午納瓦爾尼迅速轉移出院，回到拘留中心。而關心納瓦爾尼的支持者和医院附近的记者遭到警察的袭击，多人被拘留。8月23日，納瓦爾尼獲釋。

### 暗殺行動與返國
2020年8月19日，纳瓦利内乘搭飞机从托木斯克返回莫斯科期间，在机上感到不适，出现中毒迹象，之后飞机紧急降落，他被送向鄂木斯克的医院急救后依然昏迷不醒。其新闻发言人亚尔米许（Kira Yarmysh）怀疑纳瓦利内饮用的茶混杂毒素。鄂木斯克的医院官员拒绝提供有关他的状况，并且不允许他的家人或支持者见他，医务人员也拒绝展示中毒检测结果。同时，亚尔米许计划将纳瓦利内送往德国接受治疗，敦促俄罗斯当局不要干预。医院官员一度以纳瓦利内“病情严重”为由，拒绝放行他到德国接受治疗。克里姆林宫已否认与此事有关。纳瓦利内的妻子尤利娅·纳瓦利纳娅在网上向俄罗斯总统弗拉基米尔·普京发出公开呼吁，请求俄罗斯当局放行。8月22日，俄罗斯当局批准放行，纳瓦利内经由和平电影基金会租用的一架飞机前往柏林治疗。8月24日，柏林夏理特医院初步化验纳瓦利内体内存有胆碱酯酶抑制剂。欧盟最高外交官何塞·博雷利·丰特列斯与德国总理安格拉·梅克爾发表声明，呼吁俄罗斯当局进行调查。9月2日，德国测试出纳瓦利内体内存有神经毒剂诺维乔克的结论后，德国总理梅克爾谴责这次袭击是谋杀未遂。
纳瓦利内在接受中毒治疗期间，俄罗斯法警于8月27日冻结他持有的一户公寓财产和银行帐户，理由是一宗「莫斯科学童」（Moskovsky Shkolnik）学生餐厅公司的诉讼判决有关，该案涉及纳瓦利内成立的反腐基金会（FKB）对一家提供学校餐食的公司的调查，指控该公司垄断了市场并提供劣质食品，使儿童生病。但疑似因为该公司与俄国的亿万富豪普利格辛关系密切，而普利格辛又是号称“普京大厨”的普京亲信；结果普利格辛反控纳瓦利内和FKB诽谤与毁坏名誉。2019年10月，纳瓦利内被判需要赔偿8800万卢布。政治分析家斯坦诺瓦亚（Tatyana Stanovaya）认为，这是俄罗斯为吓阻纳瓦利内返国的动作之一。
纳瓦利内在出院后首度接受媒体访问时，指控俄罗斯总统普京是对他下毒的幕后黑手，誓言将返国继续推动反对运动。
2020年11月6日，俄罗斯政府机构對此事聲稱纳瓦利内的妻子尤莉娅，曾告诉医生一件事，就是纳瓦利内8月在客机上的身体不适可能是节食所致。同日，俄罗斯内务部指纳瓦利内是新陈代谢问题导致慢性胰腺炎恶化，排除了欧洲实验室发现他中毒的结果。俄罗斯外交情报局局长謝爾蓋·納雷什金早些时候表示，北约国家密谋使用纳瓦利内作为「神圣的牺牲」，以维持该国的抗议情绪。但纳瓦利内在推特上回应说，内政部的声明和纳里什金对国家电视台的采访都在同一天发布，这是「很有趣的」。纳瓦利内写道：「看來北約國家說服了我開始致命的飲食。」
2021年1月9日，纳瓦利内批評推特永久封鎖美國總統唐納·川普的帳號是「不可接受的審查行為」，他說「這個先例將會被世界各地言論自由的敵人利用」。同年1月14日，俄罗斯联邦监狱管理局表示纳瓦利内因2014年挪用公款被判处3年的缓刑规定，在2020年12月30日已经到期。监狱管理局警告，由於纳瓦利内多次违反缓刑规定，一旦其回国，当局将「有义务」以违反缓刑判决为由进行拘押。纳瓦利内称该指控是非法和存有政治动机的。

### 遭到拘捕與曝光普京宮
2021年1月17日，纳瓦利内乘搭德国班机正式回国，于莫斯科伏努科沃國際機場降落時被俄羅斯當局逮捕。俄罗斯调查委员会表示，正在对他的大规模欺诈行为进行调查，该案件可能长达十年。隔日，俄罗斯当局在拘留他的警局仓促进行法庭审讯，下令对纳瓦利内进行30天的审前拘留。纳瓦利内上传影片形容，这场审讯是对正义的嘲弄，并表示在法院听证会开始之前，他一直无法与律师接触， 甚至不明白为什么在警察局举行听证会，称这是俄罗斯司法最高程度的无法无天。纳瓦利内在另一段影片中呼吁开放所有记者旁听，称应让所有媒体有机会观察到这里发生的荒谬奇闻。该审讯也受到美国、联合国人权理事会和欧洲领导人，包括俄罗斯居民爱德华·斯诺登在内的团体强烈抗议。
1月19日，在返國被當局以爭議的理由拘捕的同一時間，纳瓦利内团队的反贪腐基金会也发布一段他在德国疗养时录制长约两小时的普京宮调查纪录片，其做法震驚全俄（據纳瓦利内稱，他返國的動機是想直面普京），他指控俄罗斯总统普京秘密建造了由贿赂资助，价值10亿美元的沿海奢华宫殿，這部稱作《普京宮殿：史上最大的賄賂》以此為契機，更系統性地披露俄寡頭與普京的密切利害關係網，政府違法利用權限助其親信並以反腐為名除掉政敵，從上到下侵佔了經濟的大頭與國有企業，以鞏固整個俄羅斯受到親普京集團的統治。隔日，克里姆林宫发言人德米特里·佩斯科夫驳回纳瓦利内的报告，称该指控是胡说八道。
1月23日，俄罗斯多地爆发要求当局释放纳瓦利内的示威游行，包括纳瓦尔尼的妻子尤利娅在内的上千名示威者被拘捕。1月31日，俄罗斯多地再次爆发要求俄羅斯當局釋放纳瓦利内的抗议活动，警察拘留至少5,000名抗議者。
2月2日，俄罗斯法院判处纳瓦利内3年6月的监禁刑期，理由是纳瓦利内在柏林期间违反了他的缓刑条款。纳瓦尔尼在法庭上反对这一判决，称他无法履行缓刑条件，是因为他中毒后，一度陷入昏迷状态。他告诉检控官说：「你为什么坐在这里告诉法庭说你不知道我在哪里？我陷入了昏迷了，然后我在重症监护病房康复中。」「我联系了我的律师给您发送通知。您有我的地址和联系方式。我还能做些什么来通知您？」「我们国家的总统直播说，他让我去德国接受治疗，你也不知道吗？」。但因为纳瓦利在2014年12月已被判处3年6月有期徒刑和5年缓刑，但没有入狱，而是软禁。之后又在软禁时间还不到一年时被释放，这意味着纳瓦利内只需面临2年6个月的监禁。纳瓦利内随着对该判决表示上诉。之后在2月21日，纳瓦利内在另一起2020年6月在社交媒体上的评论诽谤第二次世界大战老兵的案件中，被处以85万卢布罚款，同时也驳回他的上诉申请。反对党质疑此案是俄罗斯当局用来抹黑纳瓦利内的形象。

### 入狱
2021年2月26日，俄罗斯联邦监狱管理局局长亚历山大·卡拉什尼科夫（Alexander Kalashnikov）表示，纳瓦尔尼已经根据法院的决定，从莫斯科监狱转送到勞改營，但拒绝透露纳瓦利内的确切位置，并保证纳瓦尔尼被安置在「绝对正常的条件下」服刑。莫斯科公共委员会之后发布声明，指纳瓦尔尼在弗拉基米尔一处联邦监狱管理局所属的流放地服刑。
2022年3月22日，纳瓦尔尼被俄罗斯法院判定犯有大规模欺诈和藐视法庭罪的新指控，被判处9年以上有期徒刑和处以120万卢布的罚款。纳瓦尔尼否认对他的所有指控，宣称有关指控是出于政治动机，表示会對此提出上诉。5月24日，俄罗斯法院宣布，驳回纳瓦尔尼被控欺诈和藐视法庭的上诉申请。在上訴申請被驳回僅8天后的5月31日，纳瓦尔尼再被俄羅斯调查人员提出一項新的刑事指控。纳瓦尔尼在Instagram上表示，增加的指控是他涉及创建一个极端组织，以煽动对俄罗斯官员和寡頭的仇恨，并试图举行未经批准的集会，可能再增加15年監禁刑期。在上訴時，他亦利用這個機會批評俄羅斯總統普京對烏克蘭發動了一場基於謊言的愚蠢戰爭，並斥普京、主要官員和“統一俄羅斯黨”為“竊國賊”。
2022年6月15日，纳瓦尔尼被秘密转移到另一个戒备森严的监狱服刑，其幕僚在旧监狱探访时发现失去他的下落。后来经当地负责保障囚犯权利的公共监督委员会处得知，纳瓦尔尼被带到莫斯科以东约250公里（155 英里）的弗拉基米尔州附近梅列霍沃的IK-6监狱。10月21日，纳瓦尔尼再次收到一项新的诉讼，他被指控透过其YouTube频道传播极端主义及恐怖主义，如果罪名成立，其累计的刑期將增加至30年。他讽刺称当众人以为他正在坐牢时，实际上他正在进行犯罪行为。2023年8月4日，俄羅斯法院以极端主义罪再次判处纳瓦尔尼19年监禁。纳瓦尔尼的三名律师也被拘留。
2023年12月25日，消息指納瓦爾尼已被轉移到西伯利亞亚马尔-涅涅茨自治区哈尔普的「北極狼勞改營」。該勞改營位於北極圈永久凍土之上，是俄羅斯最偏遠的監獄。

### 逝世与葬礼
2024年2月16日，納瓦爾尼服刑期間於獄中猝逝。狱方聲稱纳瓦尔尼在放風散步時表示不适，其後突然昏迷並死亡，但其詳細死因仍待調查。其葬禮於3月1日在莫斯科馬里諾區的撫我之憂聖母像教堂舉行，美國駐俄羅斯大使琳恩·特雷西及其他西方國家外交官、早前被取消參選2024年俄羅斯總統選舉資格的反對派候選人鲍里斯·纳德日丁和叶卡捷琳娜·邓佐娃，以及納瓦爾尼的家人到場出席。俄羅斯人權組織OVD-Info表示葬禮當天全俄羅斯有91名參與吊唁的民眾被捕，當中大多數因在各地的蘇聯鎮壓遇難者紀念碑前献花被抓。
納瓦爾尼死后，蒙古国前总统查希亞金·額勒貝格道爾吉前总统随即发帖称：“纳瓦尔尼被谋杀了。这多么严酷地提醒着我们残酷的盗贼（指普京政权）会做出什么事来。这发生在纳瓦尔尼身上，发生在俄罗斯身上，发生在自由身上。普京政权惧怕自己的人民，他发动战争以分散注意力。幼稚病该就此为止了”。纳瓦尔尼生前有关联的9名人士随后也被列入俄罗斯「恐怖分子和极端分子」的名单，其中包括他的前发言人基拉·亚米什（Kira Yarmysh）、代表律师、反腐基金会和视频平台的制作人等。《The Insider》记者翻阅文件发现记录了纳瓦尔尼去世前的最后几分钟曾抱怨胃部剧烈疼痛，认为后者可能遭到毒杀。
纳瓦尔尼去世后，他生前撰写的遗作回忆录《爱国者》（Patriot）由美国出版商Knopf安排在2024年10月22日出版，这本书收录了纳瓦尔尼在监狱中的写作日记和更早的日记。

## 相關作品

### 纪录片
- 《納瓦尼事件簿》

### 书籍
- 《爱国者》（Patriot）